# Carsten Embach
Carsten Embach, född den 12 oktober 1968 i Stralsund, Östtyskland, är en tysk bobåkare.
Han tog OS-brons i herrarnas fyrmanna i samband med de olympiska bobtävlingarna 1994 i Lillehammer.
Därefter tog Embach OS-guld i samma sport i samband med de olympiska bobtävlingarna 2002 i Salt Lake City.